# Огурцов, Валентин Иванович
Огурцов Валентин Иванович (7 февраля 1926, РСФСР, Фурманов — 27 октября 2021) — участник Великой Отечественной войны. Авиамеханик второй эскадрильи авиаполка «Нормандия-Неман» и сержант. Награждён Орденом Почётного легиона Французской Республики (является высшей военной наградой), золотой медалью «Ренессанс Франсез», почётным знаком «Отличник здравоохранения» и многими другими наградами.

## Биография
Валентин родился 7 февраля 1926 года в РСФСР, Фурманов в Ивановской области. В 1943 году, едва окончив обучение в школе, был призван на службу. После небольшой подготовки в Иваново, направлен в авиаполк «Нормандия-Неман». В ходе боевых действий служил авиамехаником второй эскадрильи полка, отвечая за техническое состояние самолётов Як-9Т и Як-3. Участвовал в боевых операциях по освобождению Смоленской области, Белоруссии и Литвы, разгроме группировки фашистских войск в Восточной Пруссии и взятии Кенигсберга.
По окончании войны он был переведен в 18-й гвардейский авиационно-истребительный полк, в котором и окончил службу в апреле 1951 года на Дальнем Востоке. В 2010 году награждён Орденом Почетного легиона.
10 декабря 2013 года в Музее истории города Ярославля состоялась торжественная церемония награждения Валентина Огурцова Золотой медалью «Ренессанс Франсез». Создана во Франции в 1915 году. Награда предназначена для особо заслуженных лиц — Командоров Ордена Почетного легиона и Командоров ордена «Заслуги перед Отечеством».
В торжественной церемонии награждения в музее истории города Ярославля приняли участие генерал, военный атташе при посольстве Франции в России Ги Ньютанс. Так же президент делегации Российской Федерации «Ренессанс Франсез» Зоя Арриньон, президент ассоциации ветеранов I Отдельного истребительного авиационного полка «Нормандия-Неман» Анатолий Фетисов.
Умер 27 октября 2021 года в Ярославле от старости.

## Награды и заслуги
- Орден «Орден Почётного легиона»
- Золотая медаль «Ренессанс Франсез»
- Почетный знак «Отличник здравоохранения»
- Медаль «За боевые заслуги»
- Медаль «За победу над Германией»
- Медаль «За взятие Кенигсберга»
- Орден «Отечественной войны II-й степени»